# Satz von Schur-Horn
In der Mathematik charakterisiert der Satz von Schur-Horn die möglichen Eigenwerte einer hermiteschen Matrix mit gegebener Hauptdiagonale.

## Formulierung des Satzes
Eine hermitesche Matrix mit Diagonaleinträgen {\displaystyle d_{1}\geq d_{2}\geq \ldots \geq d_{n}} und Eigenwerten {\displaystyle \lambda _{1}\geq \lambda _{2}\geq \ldots \geq \lambda _{n}} existiert genau dann, wenn die Schur-Horn-Ungleichungen
{\displaystyle d_{1}\leq \lambda _{1}}
{\displaystyle d_{1}+d_{2}\leq \lambda _{1}+\lambda _{2}}
{\displaystyle \ldots }
{\displaystyle d_{1}+\ldots +d_{n-1}\leq \lambda _{1}+\ldots +\lambda _{n-1}}
und die Gleichung
{\displaystyle d_{1}+\ldots +d_{n}=\lambda _{1}+\ldots +\lambda _{n}}
erfüllt sind.
Die Notwendigkeit der Bedingung wurde von Issai Schur bewiesen, die umgekehrte Richtung von Alfred Horn.